# Luperina irritaria
Luperina irritaria är en fjärilsart som beskrevs av Bang-haas 1912. Luperina irritaria ingår i släktet Luperina och familjen nattflyn. Inga underarter finns listade i Catalogue of Life.